# 평민귀족 (슈트라우스)
《평민귀족》 Op.60-2, Op.60-3(독일어: Der Bürger als Edelmann, 프랑스어: Le Bourgeois Gentilhomme)은 리하르트 슈트라우스가 작곡한 부수음악극과 그 음악을 연주회용으로 편곡한 모음곡 형태의 부수음악이다. 몰리에르의 희극 〈평민귀족〉을 후고 폰 호프만스탈이 개작 상연했을 때 작곡한 부수음악극에서 발췌한 것이다.

## 개요
오페라 대본에서 슈트라우스와 협력자인 휴고 폰 호프만슈탈과의 멋지게 호흡이 밪는 걸작이라면 먼저 장미의 기사를 들지 않을 수 없다. 이 오페라의 성공으로 슈트라우스와 호프만스탈, 드레스덴의 '장미의 기사'의 연출을 담당한 막스 라인하르트 등 3명은 협력하여 새로운 기획을 짜고, 몰리에르(Moliere, 1622 ~ 1673)의 희극 〈'평민귀족〉'을 기초로 하여 5막의 부수음악극으로 만들어 4막을 극중 오페라극을 둔 것을 고안했다. 그러나 이렇게 완성한 5막의 음악극은(1911년 작곡 개시, 다음해 7월 완료)는 1912년 10월 25일에 슈투트가르트의 궁정극장에서 슈트라우스의 지휘, 라인하르트의 연출로 의해 초연되었지만, 황당무계한 극중 오페라극인 4막이 큰 원인이 되어 성곡하지 못했고, 불평만 점점 세질 뿐이었다. 그래서 대본과 음악을 수정하여 4막에 새롭게 서막을 붙인 것을 1916년에 다시 낙소스의 아리아드네로 개작하여, 10월 4일에 그것을 빈에서 초연했다. 한편 본래의 몰리에르의 희극에 의한 음악극에 대한 것은 1917년 12월에 역시 3막으로 ‘평민귀족(Op.60-2)’으로 보필 개정되었다. 이것은 몰리에르의 연극에 대한 부수음악극이라고도 할 수 있는데 전 3막 17곡으로 되어 있다. 그리고 3막의 17곡 중 9곡(제7곡 ~ 제9곡, 제12곡 ~ 제17곡)은 새롭게 작곡되었고, 나머지는 이전의 제1작에서 취했다. 다시 이 17곡에서 9곡(제1곡, 제4곡 ~ 제6곡, 제8곡 ~ 제12곡)을 골라네어 그것을 ‘평민귀족’의 부수음악 조곡으로 했다.
이 부수음악 조곡의 초연은 1920년 1월 31일에 잘즈부르크 축제극장의 실내관현악단을 작곡가 자신이 지휘하여 빈에 재무장관의 저택에서 연주되었다. 몰리에르의 희극은 1670년 가을에 파리에서 륄리의 음악을 가해서 연주되어 상당한 인기를 모았다. 그런 이유로 슈트라우스는 륄리의 음악을 근대적으로 편곡한 것을 부수음악극으로 몇 개 집어넣었다. 그리고 줄거리 자체가 희극적이고, 음악극에는 발레가 도입되어 있으므로 슈트라우스의 음악도 그러한 경향을 보이고 있고, 음악극 줄거리는 귀족인 체하며 항상 귀족이 되고 싶어 하는 평민 주르댕을 둘러싼 소동이다. 부수음악극과 조곡은 슈트라우스와 호프만스탈로부터 라인하르트에서 헌정되었다.

## 편성
- 목관악기: 플루트2(2번은 피콜로 겸함), 오보에2(2번은 잉글리시 호른을 겸함), 클라리넷2, 바순2(2번은 콘트라바순을 겸함)
- 금관악기: 호른2, 트럼펫, 트롬본(베이스)
- 타악기: 팀파니, 큰북, 작은북, 탬버린, 심벌즈, 트라이앵글, 글로켄슈필
- 건반악기: 피아노
- 현악기: 하프, 현5부(4, 4, 4, 4, 2)

현5부는 대형 관현악단 연주 또는 전 3막 연주시 (10, 10, 6, 6, 4)로 구성된다. 이 곡에서 피아노는 하프시코드 대용으로 보면 되겠다.

## 연주시간
- 극부수음악의 원곡(극)은 대사까지 합해 2시간 10분 (서곡 4분, 1막 40분, 2막 50분, 3막 35분)이며, 평민귀족 초판본은 2막 다음 오페라 3막이었던 낙소스의 아리아드네 본막(1시간 20분)과 합치면 2시간 5분이다. 또한 대본 각색과 연출, 컷 등에서 크게 바뀐다.
- 조곡 형태의 9곡은 약 35분 ~ 36분.

## 작품의 구성

### 초판본 (1912년)
- 1. 서곡 - Ouverture zum ersten Aufzug

#### 제1막
- 2. 주르탱의 등장 - Auftritt des Jourdain
- 3. 아리에타 - Ariette
- 4. 주르탱의 쿠플레 - Couplet des Jourdain
- 5. 이중창 - Duett
- 6. 미뉴에트 - Menuett
- 7. 검술선생의 장면 - Szene des Fechtmeisters
- 8. 제봉사의 등장과 춤 - Auftritt und Tanz der Schneider
- 9. 무제 (옆방에서 관현악단이 '아리아드네'의 전주곡을 연습하는 것이 들려온다는 속설이 있다.)

#### 제2막
- 10. 전주곡 - Einleitung
- 11. 연회 - Das Diner

연회 장면에 이어서 극중극으로 낙소스의 아리아드네 본막이 연주된다.

### 개정판 (1918년)
연주시간은 대사 포함 약 2시간 10분(서곡 4분 1막 40분, 2막 50분, 3막 35분)이지만 대본의 각색과 연출, 컷 등에 따라 크게 달라진다.
- 0. 서곡 - Ouvertüre

#### 제1막
- 1. 1막의 서주 - Einleitung zum I. Aufzug
- 2. 주르탱의 등장 - Auftritt des Jourdain
- 2a. 주르탱의 쿠플레 - Couplet des Jourdain
- 3. 음악적 회화 - Musikalisches Gespräch
- 4. 미뉴에트 - Menuett
- 5. 검술선생의 장면 - Szene des Fechtmeisters
- 6. 제봉사의 등장과 춤 - Auftritt und Tanz der Schneider
- 7. 1막의 종결곡 - Schluß des I. Aufzuges

#### 제2막
- 8. 2막의 전주곡 - Vorspiel zum zweiten Aufzug
- 9. 클레옹트의 등장 - Auftritt des Cleonte
- 10. 간주곡 - Intermezzo
- 11. 연회 - Das Diner
- 12. 카논 형식에 의한 쿠랑트 - Courante (in Canonform)
- 13. 2막의 종결곡 - Schluß des II. Aufzuges

#### 제3막
- 14. 시칠리아노풍 전주곡 - Vorspiel (alla Siciliene)
- 15. 멜로드라마 - Melodram
- 16. 터키의 양식 - Die türkische Zeremonie
- 17. 3막의 종결곡 - Schluß des III. Aufzuges

## 연주회용 모음곡(부수음악 9곡)의 구성
1. 서곡
제1작 음악극의 서곡을 그대로 정리한 것, ‘빠르게(Schnell)’(몰토 알레그로)로 시작된다. 후반의 알레그레토에서 오보에가 연주하는 선율은 제1작 음악극의 최초 부분의 여성가수인 아리에타에서 따온 것이다.
2. 미뉴에트(Menuett)
제1작 음악극의 6번 미뉴에트이다. 음악극에서는 주르댕의 무용 선생이 랄랄라···하고 소리를 낸다. 로코코풍의 미뉴에트이다.
3. 검술 선생의 장면(Der Fechtmeister)
제1작 음악극의 제7곡이다. 검술 선생과 주르댕과의 연습 시합이다. 금관과 피아노를 활용하고 있다. 그 후, 새로운 리듬의 선울도 나타난다.
4. 재봉사의 입장과 무용(Auftritt der Schneider)
제1작 음악극의 제8곡이다. 또 바이올린 독주가 나타나는 재봉사가 가벼운 발놀림으로 와서, 우아하게 폴로네이즈를 춘다.
5. 륄리의 미뉴에트(Das Menuett des Lully)
제2막에의 전주곡이며, 1917년에 슈트라우스가 륄리의 곡을 편곡한 것이다.
6. 클레옹트의 등장(Auftritt des Cleonte)
이것도 륄리 음악에 의한 것이며, 엄숙한 분위기도 풍긴다. 클레옹트는 주르댕의 딸 루스일의 연인이다. 그러나 이 두 사람의 결혼은 클레옹트가 귀족 출신이 아니라는 이유로 주르댕이 반대한다. 그래서 클래옹트는 왕자로 변장하여 멋진 결혼식을 올려버린다. 여기의 음악은 클레옹트가 거드름을 피우며 주르댕에게 인사하는 장면의 것이다. 중간부는 클레옹트의 쾌활한 성격을 나타내며 빠른 템포로 이루어진다.
7. 쿠랑트(Courante)
1917년에 개작할 때에 쓰여진 것이다. 엣날 무곡의 형태도 보이며, 캐는 형태를 취한다.
8. 간주곡(Intermezzo)
제1작 음악극의 2막 도입의 안단테의 음악이다. 딸을 귀족과 결혼시켜서 자신도 귀족이 되려는 속셈으로, 주르댕은 귀족을 초대할 연회를 준비한다.
9. 연회(Das Diner)
제1작 음악극의 2막의 연회 장면 음악이다. 접시를 나르는 사람들의 행진곡으로 시작된다. 그리고 젊은 요리사들의 춤으로 이어진다. 그리고 흥겨운 클라이맥스를 이룬다.

## 참고 문헌
- 《작곡가별 명곡해설 라이브러리》 22권 '슈트라우스' 〈음악지우사〉 (音樂世界)